# Acido 2-fosfoglicerico
L'acido 2-fosfoglicerico, o 2-fosfoglicerato, è un acido organico, substrato della nona reazione della glicolisi. Catalizzata dall'enzima enolasi, tale reazione porta alla formazione di fosfoenolpiruvato (PEP), che verrà infine convertito a piruvato.